# Travanjski paket
Travanjski paket bio je prijedlog ustavnih promjena oko kojeg su se usuglasila trojica nacionalnih predstavnika iz Bosne i Hercegovine u Washingtonu 15. ožujka 2006., a na inicijativu visokog predstavnika Christiana Schwarz-Schillinga.
Travanjski paket podrazumijevao je uvođenje rotacijske smjene jednoga predsjednika Bosne i Hercegovine uz dvojicu zamjenika predsjednika, za razliku od postojećeg tročlanog Predsjedništva. Također je podrazumijevao djelotvorniji rad Parlamentarne skupštine i Vijeća ministara. Međutim, prijedlog ustavnih promjena nije prošao u Zastupničkom domu PS BiH 26. travnja 2006., zbog odupiranja Stranke za BiH Harisa Silajdžića i HDZ-a 1990 Bože Ljubića.
Za Travanjski paket glasovalo je 26 zastupnika: 9 iz SDA, 5 iz SDS-a, po tri iz SNSD-a i SDP-a BiH, 2 iz PDP-a te po jedan iz HDZ-a BiH i SP-a RS-a. Protiv je bilo 16 zastupnika: 7 iz SBiH-a, 4 iz HDZ-a 1990 te po jedan iz SDP-a BiH, NHI-a, BOSS-a, HDU-a i SRS-a RS-a. Kako nije postojala potrebna dvotrećinska podrška za ustavne promjene, Travanjski paket bio je oboren.
| 26 | 16     |
| za | protiv |